# シドニー・ウェッブ

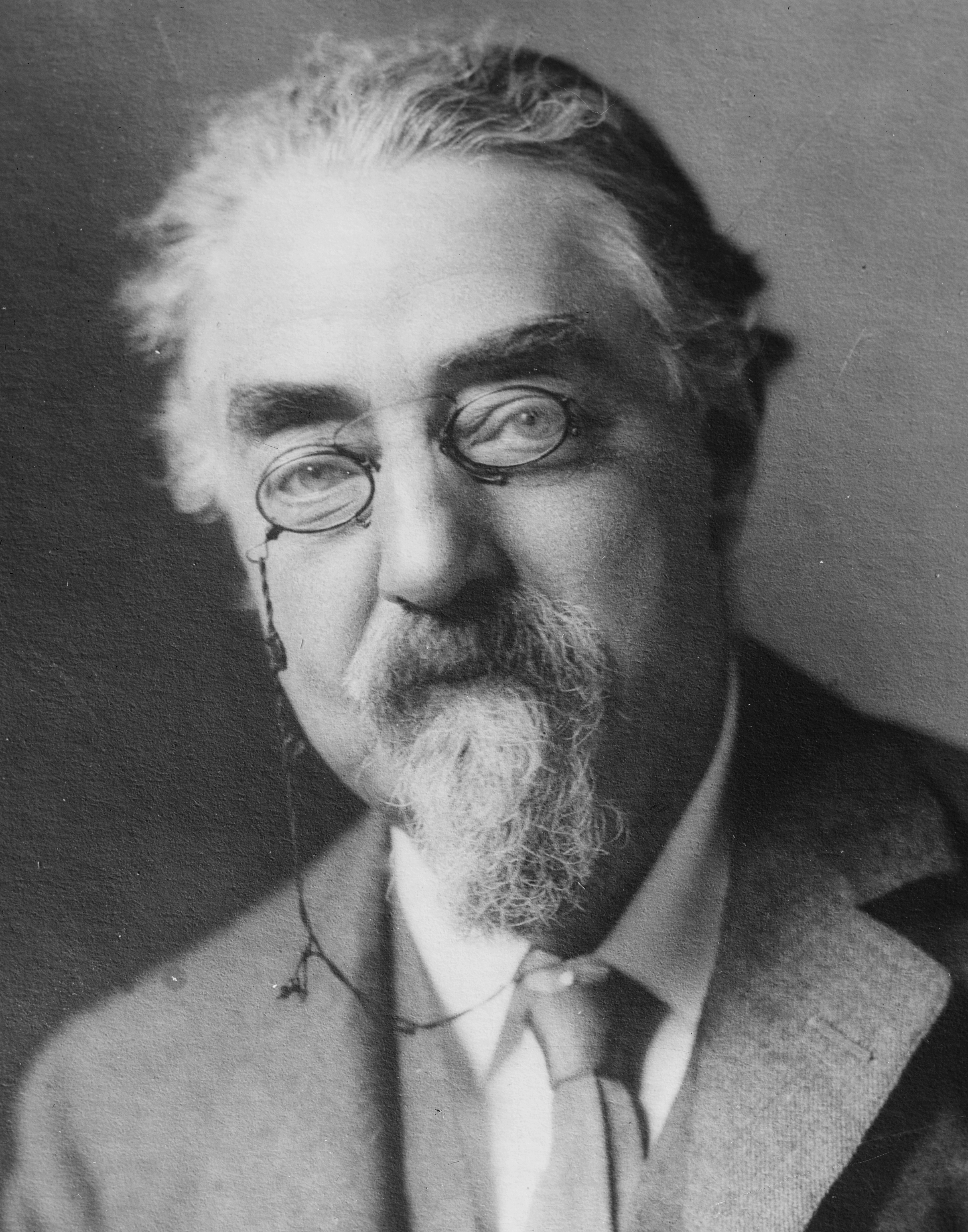
シドニー・ウェッブ

初代パスフィールド男爵シドニー・ウェッブ（Sidney James Webb, 1st Baron Passfield、1859年7月13日 - 1947年10月13日）は、イギリスの政治家、貴族(男爵)。のちの労働党へと繋がるフェビアン協会の中心人物で、イギリスの政治思想風土のもとで漸進的な社会改革を主張した。

## 生涯
1859年、ロンドンで生まれた。仕事のかたわら、バークベック・カレッジ、キングス・カレッジ・ロンドンで学び、植民地省の高級官僚になる。フェビアン協会の創設期より中心的役割を果たし、妻ビアトリス・ウェッブ(パスフィールド男爵夫人)やバーナード・ショーらとともに、漸進的な社会改革を進めることを主張した。1895年にロンドン・スクール・オブ・エコノミクス（LSE）を創設し、自身は行政学の教授をつとめた。代表的な社会改革理論として、ナショナル・ミニマム論（『産業民主制論』〈1897年〉）がある。それは、最低賃金、労働時間規制、衛生・安全、義務教育などの労働者への最低労働・生活条件の国家規制は、国民経済発展にプラスになるというものであった。ナショナルミニマム概念は、後のピグーやベヴァリッジにらよっても形を変えて引き継がれた。
フェビアン協会は、労働組合とは一定の距離を保ちつつ、労働代表委員会を経て労働党へと結実し、ウェッブは労働党員として党内の要職を歴任した。1922年、下院議員。1924年、初めての労働党内閣（自由党との連立）が成立した際に商務大臣。1929年、初代パスフィールド男爵に叙され、貴族院議員に列する。
1929年、ラムゼイ・マクドナルドによる第2次労働党内閣で植民地相を務める。1929年以降の大恐慌の惨劇を前に、晩年にはロシア社会主義に傾倒していった。1947年に死去。子供はおらず、パスフィールド男爵家は一代で廃絶した。

## 単独での著作
- 『資本主義文明の凋落』安部磯雄譯 明善社 1924
- 『民族の共栄』立花士郎訳 中和書院 1940

### ビアトリス共著
- 『労働組合運動史』（The History of Trade Unionism）

労働組合運動史』荒畑勝三,山川均共訳 叢文閣 1920
労働組合運動の歴史』荒畑寒村監訳 飯田鼎,高橋洸訳 日本労働協会 1973
- 『産業民主制論』（Industrial Democracy）高野岩三郎訳 大原社会問題研究所出版部 1923-27
- 『消費組合運動』山村喬訳 同人社書店 1925.
- 『大英社会主義国の構成』丸岡重尭訳 同人社書店 1925
- 『大英社会主義社会の構成』岡本秀昭訳 木鐸社 1979
- 『大英社会主義国の構成』大原社会問題研究所訳 第一出版 1948
- 『ソヴェト・コンミュニズム 新しき文明』全2巻 木村定,立木康男共訳 みすず書房 1952-53
- 『地方政治の改革』星野光男訳 東京市政調査会 1956
- 『社会調査の方法』川喜多喬訳 東京大学出版会 1982